# Kokoszki
Kokoszki (deutsch Kokosken, 1930–1945 Hennenberg) war ein im Bereich der Gemeinde Kalinowo (Kallinowen, 1938 bis 1945 Dreimühlen) liegendes Dorf im nordöstlichen Masuren in der polnischen Woiwodschaft Ermland-Masuren, Powiat Ełcki (Kreis Lyck).

## Geographische Lage
Das Dorf befand sich sechs Kilometer nordwestlich der Ortschaft Kalinowo an einer von Iwaśki (Iwaschken, 1938 bis 1945 Hansbruch) westlich abgehenden Landstraße.

## Geschichte
Der Ort Kokosken entstand gegen Ende des 15. Jahrhunderts als ein von Lyck ausgehendes sogenanntes Freigut mit einer Größe von nur fünf Hufen.
1656 erfuhr Kokosken durch den Einfall der mit Polen verbündeten Tataren weitgehende Zerstörung.
Zum 27. Mai 1874 wurde im Zuge einer preußischen Gemeindereform neu ein Amtsbezirk Kallinowen (1938 bis 1945 Dreimühlen, polnisch Kalinowo) gebildet, der die Gemeinden Alt Czymochen, Dorschen, Gingen, Iwaschken, Kallinowen, Kokosken, Kowahlen (Kreis Lyck), Maaschen, Marczynowen, Pientken und Trentowsken umfasste.
1910 verzeichnete Kokosken 21 Einwohner.
Aufgrund der Bestimmungen des Versailler Vertrags stimmte die Bevölkerung im Abstimmungsgebiet Allenstein, zu dem Kokosken gehörte, am 11. Juli 1920 über die weitere staatliche Zugehörigkeit zu Ostpreußen (und damit zu Deutschland) oder den Anschluss an Polen ab. In Kokosken stimmten 20 Einwohner für den Verbleib bei Ostpreußen, auf Polen entfiel keine Stimme.
Kokosken wurde am 29. September 1930 im Zuge der zunehmenden Eindeutschung von Ortsnamen masurischer Herkunft in „Hennenberg“ umbenannt. 1933 waren in Hennenberg 27 Einwohner verzeichnet, 1939 hatte Hennenberg 24 Einwohner.
Wesentliche Erwerbsgrundlage der Dorfbevölkerung stellte der Torfabbau dar, hierzu wurde die südöstlich der Ortslage befindliche Niederung Kraußhöfer Wiesen parzelliert. Am südlichen Ortsrand stand auf einer kleinen Anhöhe eine Windmühle. Nach Ende des Zweiten Weltkrieges 1945 fiel das zum Deutschen Reich (Ostpreußen) gehörende Hennenberg an Polen. Die ansässige deutsche Bevölkerung wurde, soweit sie nicht geflüchtet war, nach 1945 größtenteils vertrieben bzw. ausgesiedelt.
Der Ort Hennenberg wurde in der polnischen Übertragung des historischen Ortsnamens Kokosken in „Kokoszki“ umbenannt. Eine Neubesiedlung scheiterte weitgehend, so dass Kokoszki ab den 1960er Jahren als Ortschaft verschwand.

## Religionen
Bis 1945 war Kokosken in die evangelische Kirche Kallinowen in der Kirchenprovinz Ostpreußen der Kirche der Altpreußischen Union sowie in die römisch-katholische Kirche St. Andreas in Prawdzisken (1934 bis 1945 Reiffenrode, polnisch Prawdziska) im damaligen Bistum Ermland eingepfarrt.